# Carl Lehmann (Ingenieur)
Carl Wilhelm Heinrich Lehmann (* 28. November 1831 in Oldenburg; † 21. April 1874 ebenda) war ein deutscher Schiffbau-Ingenieur, Japanexperte und Berater japanischer Regionalpolitiker.

## Leben und berufliche Entwicklung
Carl Lehmann wurde am 28. November 1831 als erster Sohn des Oberjustizrates Adolf Alexander Lehmann und seiner Ehefrau Charlotte Sophie Friederike in Oldenburg geboren. Im Jahre 1840 bezog die Familie ein eigenes Haus in der Peterstraße (heute Hausnummer 39) in Oldenburg. Er wuchs in guten finanziellen Verhältnissen auf und in der Familie erfolgte eine musisch bezogene Erziehung. Carl spielte recht gut Geige. Die Allgemeinbildende Schule und das Gymnasium besuchte er in Oldenburg und beendete die Schulausbildung zu Ostern 1849. Im Mai des gleichen Jahres nahm er eine Berufsausbildung als Schiffszimmermann auf der Werft in Vegesack (gehört heute zu Bremen) auf. Ab 1851 besuchte er die renommierte Werftbauschule in Grabow bei Stettin. Hier erfolgte vor allem eine Vertiefung seiner theoretischen Kenntnisse zum Schiffbau. Seine Ausbildung beendete Carl Lehmann 1853 mit dem Abschluss als Schiffbaumeister.
In den kommenden Jahren vervollständigte Carl Lehmann sein Berufswissen durch eine Beschäftigung und Weiterbildung in der US-amerikanischen Werft in Baltimore. Nach Erlernen dieser zusätzlichen Fähigkeiten und der Aneignung internationaler Erfahrungen erhielt er ein Angebot für die Position des Direktors auf einer Schiffswerft in Rotterdam. Diese Schiffswerft wurde von der Handelsfirma A.von Hobok & Zoone für den Bau ihrer eigenen Handelsschiffe unterhalten. Nach seinem Schulabschluss zu Ostern 1860 kam Carl Lehmanns jüngerer Bruder Rudolf Lehmann auf die Werft um sich hier im Verlaufe eines Jahres praktisches Wissen im Bereich des Schiffbaus anzueignen. Noch auf dem Posten des Werftdirektors erhielt Carl Lehmann 1861 ein Vertragsangebot durch die Ostindische Handelsgesellschaft.

## Geschäfts- und Beratertätigkeit in Japan
Dieses Vertragsangebot für Carl Lehmann beinhaltete den Auftrag der japanischen Regierung für drei Jahre, den Aufbau einer Schiffswerft nach westlichen Standards in Nagasaki zu begleiten. Daneben war die Unterrichtung des japanischen Personals in der modernen Schiffbaukunst vorgesehen. Noch Ende des Jahres trat er die lange Reise per Schiff und Eisenbahn, über die USA nach Japan an und traf im April 1862 in Nagasaki ein.
Die Umsetzung der gestellten Aufgabe wurde durch fortwährende Unruhen, durch Aufstände und große Schwierigkeiten in der anhaltenden Zeit des politischen Umbruchs in Japan erschwert. Durch seine Aufgeschlossenheit, aber auch das Interesse bestimmter japanischer Kreise fungierte Carl Lehmann ab 1862 zeitweilig als Berater des Shoguns von Nagasaki. Hier lernte er seine spätere Ehefrau, die Japanerin Kiji Otoki kennen, heiratete sie und im Februar 1864 wurde ihre gemeinsame Tochter Louise Charlotte Otoki Lehmann geboren. Die anhaltende schwierige innere Lage im Raum Nagasaki führte dazu, dass sein Vertrag 1865 nicht verlängert wurde. Kurz entschlossen nahm er eine Beschäftigung bei einer Handelsgesellschaft an und war nunmehr als Kaufmann aktiv. Durch seine Kontakte in politische Kreise kam es 1867 zur Vereinbarung durch die Lehensfürsten Wakayama und Aizu aus Deutschland eine größere Menge moderner Zündnadelgewehre zu beschaffen. Zur Realisierung dieser Geschäfte reiste er noch im gleichen Jahr mit seiner Ehefrau und seiner Tochter nach Deutschland. Sein Reisebegleiter in diesen Monaten war auch der erste japanische Student an einer Deutschen Universität Majima Seiji. Er begann 1868 sein Medizinstudium in Heidelberg und nannte sich später Komatsu. Bei dem Kurzaufenthalt in Heidelberg wurde auch die Tochter von Carl Lehmann und seiner Frau Kiji Otoki getauft. Im Auftrage seines japanischen Partners bestellte Carl Lehmann auf einer Hamburger Werft den Bau von 3 Küstenschiffen aus Eisen. Den Zusammenbau und die Transportvorbereitungen in Hamburg überwachte sein Bruder Rudolf. Inzwischen reiste Carl Lehmann wieder nach Nagasaki, um dort die Bedingungen für den Zusammenbau der angekauften Schiffe zu schaffen.
Anfang 1868 trat, durch die Machtübernahme des neuen Kaisers in Japan ab 3. Januar, den Beginn der Meiji-Ära, eine deutliche Veränderung in allen Bereichen des gesellschaftlichen Lebens ein. Die 260 Jahre dauernden Strukturen und Machtverhältnisse des alten Shogunats wurden abgelöst durch innere Reformen, der Schaffung von verbesserten Wirkungsmöglichkeiten für die japanische Wirtschaft, den Handel und das Leben der Bevölkerung. Eine Öffnung des Landes in Richtung Westen stand auf der Tagesordnung. Jedoch mussten sich die neuen Machtstrukturen und die neuen Rahmenbedingungen erst noch festigen. Für das Wirken von Carl Lehmann in der Region Kyoto war vor allem der Umzug des kaiserlichen Hofes von Kyoto nach Edo 1869, dem späteren Tokyo, von außerordentlich großer Bedeutung. Durch seine Geschäftstätigkeit und sein Engagement war es in dieser Zeit zu einem Zusammentreffen sowie zum gemeinsamen Agieren mit dem Samurai Yamamoto Kakuma (1828 – 1892) gekommen. Beide tauschten ihre Vorstellungen und Visionen über ein zukünftig modernes Japan aus. Dabei stellten sie zahlreiche gemeinsame Auffassungen fest. Als im gleichen Jahr Yamamoto Kakuma als Berater des Gouverneurs von Kyoto Masanano Makimura (1834 – 1896) berufen wurde, gehörte Carl Lehmann mit zu den Ideengebern und dem Personenkreis dessen Vorschläge zu weiteren Schritten der Veränderung Gehör fanden. Er selbst arbeitete inzwischen in Osaka gemeinsam mit seinem Kompagnon Carl Oskar Hartmann aus Hamburg. Beide hatten die Firma „Lehmann und Hartmann & Co.“ eröffnet und waren im Bereich des Warenaustausches zwischen Deutschland und Japan tätig. Daneben spielte aber auch die Organisation des Wissenstransfers zwischen beiden Ländern eine wichtige Rolle.
Inzwischen waren auch die in Hamburg bestellten 3 Küstenschiffe aus Eisen fertiggestellt und transportfähig verpackt worden. Den Transport nach Japan begleitete Carls Bruder Rudolf. Dort mit der Fracht angekommen begann eine intensive Zusammenarbeit zwischen den beiden Brüdern. Gemeinsam organisierten und überwachten sie den Zusammenbau der Küstenschiffe auf der Werft in Kawagudu. Sie kümmerten sich um die Indienststellung der mit den Namen „Adler“ und „Berlin“ getauften Schiffe, die dann zwischen Osaka und Kyoto im regulären Betrieb verkehrten. Auch die Ausbildung und Einweisung des japanischen Personals lag in ihren Händen. Durch die bestehenden freundschaftlichen Beziehungen Carl Lehmanns zum Gouverneur von Kyoto und seine dort ausgeübte Beraterfunktion erhält er weitere Aufträge zur wirtschaftlichen Stabilisierung der Region nach dem Wegzug des kaiserlichen Hofes.
Ende 1873 erkrankte er an Tuberkulose und reiste zum Jahreswechsel, um seine Krankheit auszukurieren nach Oldenburg. Hier verstarb er an den Folgen seiner Krankheit am 21. April 1874. Er wurde auf dem Gertrudenfriedhof in Oldenburg, auf der Grabstelle seiner Großeltern mütterlicherseits beigesetzt.

## Würdigung
Im Jahre 2011 wurde im Rahmen einer Ausstellung unter dem Thema „Japan-Pioniere aus Oldenburg“ am Stadtarchiv in Oldenburg das Wirken von Carl und Rudolf Lehmann in Japan gewürdigt. Zur gleichen Zeit wurde am Wohnhaus der Familie Lehmann in der Petersstraße 39 in Oldenburg eine Gedenktafel enthüllt.